# 판석

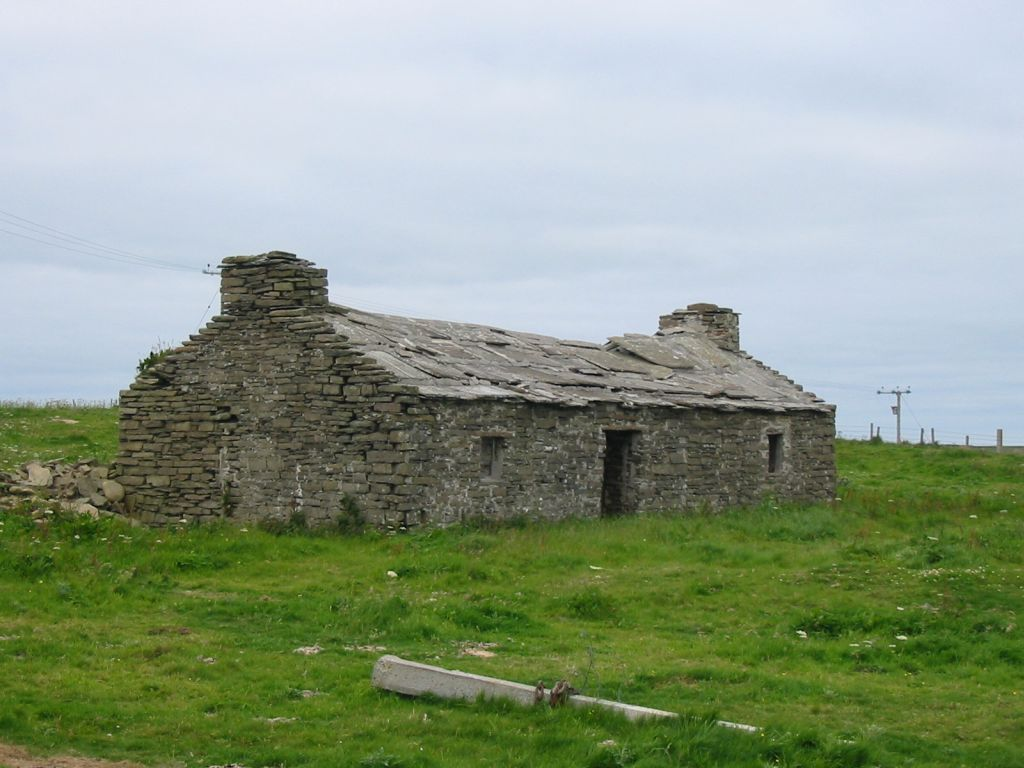
지붕을 판석으로 만든 집

판석(板石)은 나비에 비하여 두께가 대단히 얇은 석재로, 바닥이나 도로를 까는데 이용된다.

## 같이 보기
- 점판암
- 파티오
- 포장도로